# Norbert Schmitz (Fußballspieler)
Norbert „Nobbi“ Christian Schmitz (* 27. Dezember 1958 in Düren; † 6. April 1998) war ein deutscher Fußballspieler.
Norbert Schmitz begann das Fußballspielen im Alter von 12 Jahren in seinem Heimatdorf beim JVC Columbia 1903 Drove. Der talentierte Mittelfeldspieler wechselte in der B-Jugend zu Schwarz-Weiß Düren und wurde dort als Kreisauswahlspieler vom 1. FC Köln entdeckt. Als A-Jugendlicher avancierte er in Köln zum Mittelrheinauswahlspieler und erhielt 1977 einen Profivertrag. Sein damaliger Trainer war die Trainerlegende Hennes Weisweiler. Norbert Schmitz galt als „Trainingsweltmeister“, war aber nach eigener Aussage in Spielen zu nervös und ungeduldig. Somit hat es in der Saison 1977/78 zu keinem Bundesligaeinsatz gereicht. 
Nach der Saison wurde er auf eigenen Wunsch an den Zweitligisten Tennis Borussia Berlin ausgeliehen und 1979 auch dorthin verkauft. Vor der Saison 1980/81 wechselte er zurück an den Rhein in die zweite Liga zum SC Fortuna Köln. Dort spielte er bis zur Saison 1983/84. Nach dieser Saison ließ er sich reamateurisieren, um mehr Zeit seiner Familie widmen zu können.
Er spielte 1984/85 für die SG Düren 99, die damals in der höchsten Amateurliga, der Oberliga, spielte. Bis zur Saison 1986/87 war er für den SC Jülich 1910 (ebenfalls Oberliga) aktiv. In der Folgezeit machten ihm schwere Rückenprobleme zu schaffen und er beendete nach einem weiteren Jahr beim FC 08 Düren-Niederau seine aktive Laufbahn. 
Er verstarb im Jahr 1998 nach einem Krebsleiden.

## Vereinsübersicht
- JVC Columbia 1903 Drove (1971–1975)
- Schwarz-Weiß Düren (1975–1976)
- 1. FC Köln (1976–1978)
- Tennis Borussia Berlin (1978–1980)
- SC Fortuna Köln (1980–1984)
- SG Düren 99 (1984–1985)
- SC Jülich 1910 (1985–1987)
- FC Düren-Niederau (1987–1988)

## Erfolge
- Deutscher Meister 1978 (1. FC Köln, ohne Saisoneinsatz)
- DFB-Pokalsieger 1978 (1. FC Köln, ohne Einsatz)